# 熊本ヴォルターズ2023-24シーズンの戦歴
熊本ヴォルターズ2023-24シーズンの戦歴（くまもとヴォルターズ2023-24シーズンのせんせき）について、
当該シーズンにおける熊本ヴォルターズの試合は以下の通りに実施された。
- 2023.9.8・9・17　プレシーズン（VS鹿児島レブナイズ・台啤永豊雲豹）：3試合
- 2023.10.7～2024.4.21　レギュラーシーズン：60試合
- 2024.5.3・4　ポストシーズン（日本生命 B2 PLAYOFFS 2023-24）：2試合

天皇杯には2次ラウンドから参加した。
- 2023.9.22　天皇杯（第99回天皇杯全日本バスケットボール選手権大会2次ラウンド）：1試合

## 結果（プレシーズンマッチ）
9月9・10日に当時B3所属の鹿児島レブナイズ、17日にはクラブ史上初の国際交流試合（STARLUX Airlines presents FRIENDSHIP MATCH 2023）として台湾のT1リーグに所属する台啤永豊雲豹とのフレンドシップマッチに臨んだ。
| 開催日    | 対戦相手     | 所属       | 結果   | 会場               | 備考                             |
| --------- | ------------ | ---------- | ------ | ------------------ | -------------------------------- |
| 2023.9.8  | 鹿児島       | B3（当時） | 82-82  | 指宿総合体育館     | 双方の協議により延長戦は実施せず |
| 2023.9.9  | 鹿児島       |            | ○85-74 | 指宿総合体育館     | 磯野受傷、以後離脱               |
| 2023.9.17 | 台啤永豊雲豹 | T1リーグ   | ☆75-70 | 熊本県立総合体育館 | クラブ史上初の国際交流試合       |

（☆はH勝利、★はH敗北、○はA勝利、●はA敗北を表す。以下同様）

## 結果（レギュラーシーズン前半、第1～16節）
開幕試合にいきなり100失点で敗れ、第2節には本村が負傷により長期離脱するなど波乱含みではあったが、5連勝1回、7連勝1回など順調に勝ち星を重ね20勝10敗（勝率0.667）、地区3位・全体4位で折り返した。
| 節 | 開催日           | 対戦相手 | H/A | 結果     | 勝敗  | 勝率/得失点差 | 順位（地区/全体） | 会場               | 来場者数 |
| -- | ---------------- | -------- | --- | -------- | ----- | ------------- | ----------------- | ------------------ | -------- |
| 1  | 2023.10.7（土）  | 滋賀     | H   | ★86-100  | 0-1   | .000/-14      | 西5/全11          | 熊本県立総合体育館 | 2,713    |
|    | 2023.10.8（日）  | 滋賀     | H   | ☆91-85   | 1-1   | .500/-8       | 西5/全11          | 熊本県立総合体育館 | 3,362    |
| 2  | 2023.10.14（土） | 福島     | A   | ○97-79   | 2-1   | .667/+10      | 西3/全4           |                    |          |
|    | 2023.10.15（日） | 福島     | A   | ●77-83   | 2-2   | .500/+4       | 西4/全8           |                    |          |
| 3  | 2023.10.21（土） | 愛媛     | A   | ○84-77   | 3-2   | .600/+11      | 西3/全6           |                    |          |
|    | 2023.10.22（日） | 愛媛     | A   | ●77-78   | 3-3   | .500/+10      | 西4/全6           |                    |          |
| 4  | 2023.10.25（水） | 奈良     | H   | ☆64-62   | 4-3   | .571/+12      | 西5/全7           | 熊本県立総合体育館 | 3,024    |
| 5  | 2023.10.28（土） | 岩手     | H   | ☆78-70   | 5-3   | .625/+20      | 西4/全6           | 熊本県立総合体育館 | 2,540    |
|    | 2023.10.29（日） | 岩手     | H   | ☆78-71   | 6-3   | .667/+27      | 西4/全6           | 熊本県立総合体育館 | 2,752    |
| 6  | 2023.11.4（土）  | 愛媛     | H   | ☆103-73  | 7-3   | .700/+57      | 西2/全4           | 菊陽町総合体育館   | 1,805    |
|    | 2023.11.5（日）  | 愛媛     | H   | ☆97-89   | 8-3   | .727/+65      | 西2/全4           | 菊陽町総合体育館   | 1,732    |
| 7  | 2023.11.11（土） | 越谷     | A   | ●67-90   | 8-4   | .667/+42      | 西2/全4           |                    |          |
|    | 2023.11.12（日） | 越谷     | A   | ●59-95   | 8-5   | .615/+6       | 西3/全6           |                    |          |
| 8  | 2023.11.17（金） | 福岡     | A   | ○99-75   | 9-5   | .643/+30      | 西2/全5           |                    |          |
|    | 2023.11.18（土） | 福岡     | A   | ●83-91   | 9-6   | .600/+22      | 西3/全6           |                    |          |
| 9  | 2023.11.25（土） | 青森     | H   | ★89-100  | 9-7   | .563/+11      | 西4/全7           | 熊本県立総合体育館 | 2,234    |
|    | 2023.11.26（日） | 青森     | H   | ☆95-88   | 10-7  | .588/+18      | 西4/全7           | 熊本県立総合体育館 | 2,358    |
| 10 | 2023.12.2（土）  | 静岡     | H   | ☆69-65   | 11-7  | .611/+22      | 西3/全5           | 熊本県立総合体育館 | 2,053    |
|    | 2023.12.2（日）  | 静岡     | H   | ☆81-78   | 12-7  | .632/+25      | 西3/全4           | 熊本県立総合体育館 | 2,302    |
| 11 | 2023.12.9（土）  | 新潟     | A   | ○90-82   | 13-7  | .650/+33      | 西3/全5           |                    |          |
|    | 2023.12.10（日） | 新潟     | A   | ○80-72   | 14-7  | .667/+41      | 西3/全5           |                    |          |
| 12 | 2023.12.16（土） | 越谷     | H   | ☆117-111 | 15-7  | .682/+47      | 西3/全4           | 益城町総合体育館   | 2,339    |
|    | 2023.12.17（日） | 越谷     | H   | ☆84-74   | 16-7  | .696/+57      | 西3/全4           | 益城町総合体育館   | 2,513    |
| 13 | 2023.12.20（水） | 奈良     | A   | ●78-86   | 16-8  | .667/+49      | 西3/全4           |                    |          |
| 14 | 2023.12.23（土） | 滋賀     | A   | ●83-105  | 16-9  | .640/+27      | 西3/全5           |                    |          |
|    | 2023.12.24（日） | 滋賀     | A   | ●73-81   | 16-10 | .615/+19      | 西3/全5           |                    |          |
| 15 | 2023.12.30（土） | 福島     | H   | ☆101-87  | 17-10 | .630/+37      | 西3/全4           | 熊本県立総合体育館 | 3,160    |
|    | 2023.12.31（日） | 福島     | H   | ☆89-74   | 18-10 | .643/+52      | 西3/全4           | 熊本県立総合体育館 | 2,861    |
| 16 | 2024.1.6（土）   | 奈良     | H   | ☆87-66   | 19-10 | .655/+73      | 西3/全4           | 熊本県立総合体育館 | 2,400    |
|    | 2024.1.7（日）   | 奈良     | H   | ☆74-59   | 20-10 | .667+88       | 西3/全4           | 熊本県立総合体育館 | 2,785    |

## 結果（レギュラーシーズン後半、第17～32節）
最大で9連勝を達成し、一時地区首位に立つなど躍進したが、スコアラーのウッドベリー・守備の要本村をはじめ故障者が相次ぐとしだいに失速し、ついにはロスターが規定人数ぎりぎりの7人にまで減り8連敗を喫するなど低迷したが、33勝27敗（勝率0.550）でプレーオフ出場権はどうにか確保し得た。地区3位/全体5位。
| 節 | 開催日          | 対戦相手 | H/A | 結果     | 勝敗  | 勝率/得失点差 | 順位（地区/全体） | 会場               | 来場者数 |
| -- | --------------- | -------- | --- | -------- | ----- | ------------- | ----------------- | ------------------ | -------- |
| 17 | 2024.1.20（土） | 神戸     | A   | ○77-70   | 21-10 | .677/+95      | 西3/全4           |                    |          |
|    | 2024.1.21（日） | 神戸     | A   | ○89-69   | 22-10 | .688/+115     | 西2/全3           |                    |          |
| 18 | 2024.1.27（土） | 山形     | H   | ☆102-89  | 23-10 | .697/+128     | 西2/全3           | 益城町総合体育館   | 1,690    |
|    | 2024.1.28（日） | 山形     | H   | ☆100-83  | 24-10 | .706/+145     | 西2/全3           | 益城町総合体育館   | 1,777    |
| 19 | 2024.1.31（水） | 滋賀     | A   | ○104-101 | 25-10 | .714/+148     | 西2/全3           |                    |          |
| 20 | 2024.2.3（土）  | 静岡     | A   | ●72-80   | 25-11 | .694/+140     | 西2/全3           |                    |          |
|    | 2024.2.4（日）  | 静岡     | A   | ○100-83  | 26-11 | .703/+157     | 西1/全2           |                    |          |
| 21 | 2024.2.9（金）  | 福岡     | A   | ●54-75   | 26-12 | .684/+136     | 西3/全4           |                    |          |
|    | 2024.2.10（土） | 福岡     | A   | ●78-85   | 26-13 | .667/+129     | 西3/全4           |                    |          |
| 22 | 2024.2.17（土） | 神戸     | H   | ☆98-89   | 27-13 | .675/+138     | 西3/全4           | 熊本県立総合体育館 | 2,636    |
|    | 2024.2.18（日） | 神戸     | H   | ☆85-84   | 28-13 | .683/+139     | 西3/全4           | 熊本県立総合体育館 | 2,662    |
| 23 | 2024.2.24（土） | A千葉    | A   | ●73-98   | 28-14 | .667/+114     | 西3/全4           |                    |          |
|    | 2024.2.25（日） | A千葉    | A   | ●95-106  | 28-15 | .651/+103     | 西3/全4           |                    |          |
| 24 | 2024.3.2（土）  | 静岡     | H   | ☆108-101 | 29-15 | .659/+110     | 西3/全4           | 熊本県立総合体育館 | 3,644    |
|    | 2024.3.3（日）  | 静岡     | H   | ☆86-85   | 30-15 | .667/+111     | 西3/全4           | 熊本県立総合体育館 | 3,378    |
| 25 | 2024.3.9（土）  | 山形     | A   | ○78-76   | 31-15 | .674/+113     | 西3/全4           |                    |          |
|    | 2024.3.10（日） | 山形     | A   | ●88-94   | 31-16 | .660/+107     | 西3/全4           |                    |          |
| 26 | 2024.3.16（土） | 奈良     | A   | ●77-87   | 31-17 | .646/+97      | 西3/全4           |                    |          |
|    | 2024.2.17（日） | 奈良     | A   | ○87-84   | 32-17 | .653/+100     | 西3/全4           |                    |          |
| 27 | 2024.3.23（土） | A千葉    | H   | ★83-109  | 32-18 | .640/+74      | 西3/全4           | 熊本県立総合体育館 | 2,554    |
|    | 2024.3.24（日） | A千葉    | H   | ★79-99   | 32-19 | .627/+54      | 西3/全4           | 熊本県立総合体育館 | 2,839    |
| 28 | 2024.3.27（水） | 滋賀     | H   | ★89-93   | 32-20 | .615/+50      | 西3/全4           | 熊本県立総合体育館 | 3,314    |
| 29 | 2024.3.30（土） | 青森     | A   | ●73-90   | 32-21 | .604/+33      | 西3/全4           |                    |          |
|    | 2024.4.1（日）  | 青森     | A   | ●89-98   | 32-22 | .593/+24      | 西3/全4           |                    |          |
| 30 | 2024.4.6（土）  | 愛媛     | H   | ★80-89   | 32-23 | .582/+15      | 西3/全4           | 熊本県立総合体育館 | 2,671    |
|    | 2024.4.7（日）  | 愛媛     | H   | ★81-88   | 32-24 | .571/+8       | 西3/全4           | 熊本県立総合体育館 | 2,930    |
| 31 | 2024.4.13（土） | 福岡     | H   | ★92-106  | 32-25 | .561/-6       | 西3/全5           | 熊本県立総合体育館 | 3,837    |
|    | 2024.4.14（日） | 福岡     | H   | ☆91-85   | 33-25 | .569/0        | 西3/全5           | 熊本県立総合体育館 | 3,862    |
| 32 | 2024.4.20（土） | 神戸     | A   | ●89-93   | 33-26 | .559/-4       | 西3/全5           |                    |          |
|    | 2024.4.21（日） | 神戸     | A   | ●83-84   | 33-27 | .550/-5       | 西3/全5           |                    |          |

## 結果（ポストシーズン）
「ぶちアゲろ！」のスローガンを掲げて迎えた日本生命 B2 PLAYOFFS 2023-24 は、本村・磯野を欠いたままクオーターファイナルで越谷と対戦し、いずれも大敗を喫してB1昇格を逃した。最終順位は全体5位。
| 節            | 開催日         | 対戦相手 | H/A | 結果    | 会場 | 来場者数 | 備考              |
| ------------- | -------------- | -------- | --- | ------- | ---- | -------- | ----------------- |
| Quarterfinals | 2024.5.3（土） | 越谷     | A   | ●70-100 |      |          |                   |
|               | 2024.5.4（日） | 越谷     | A   | ●80-108 |      |          | 敗退、全体5位確定 |

## 結果（天皇杯）
サンロッカーズ渋谷と対戦した。接戦ながら前半はリードして折り返したが、3Qにディフェンスの強度が落ちて一気に逆転され、最大10点差をつけられてしまった。4Qに逆転するが、最終盤に失点を重ねてしまい逆転負けを喫した。
| 節            | 開催日          | 対戦相手           | H/A | 結果   | 会場                   | 備考 |
| ------------- | --------------- | ------------------ | --- | ------ | ---------------------- | ---- |
| 2次ラウンドT2 | 2023.9.22（金） | サンロッカーズ渋谷 | A   | ●75-78 | 黒部市総合体育センター | 敗退 |

### 各節の詳細

#### 第1節（2023.10.7土・8日）
熊本県立総合体育館で迎えた開幕節は滋賀レイクスと初めて対戦し、Game1は86-100で敗れるもGame2は91-85で勝利し1敗1勝とした。

#### 第2節（2023.10.14土・15日）
福島ファイヤーボンズと対戦し、Game1に勝利するもGame2は敗れて連勝を止められ2勝2敗、勝率0.500となる。

#### 第3節（2023.10.21土・22日）
愛媛オレンジバイキングスとの対戦は、前節にホワイト・本村・石橋の3名を負傷で欠きながらもGame1に勝利したが、Game2は1点差で敗れて3勝3敗、勝率0.500とした。

#### 第4節（2023.10.25水）
石橋が復帰するも、愛媛戦で負傷した駒沢を欠くという状態でバンビシャス奈良を迎えて対戦し、64-62と僅差で勝利した。

#### 第5節（2023.10.28土・29日）
6シーズンぶりにB2へ復帰した岩手ビッグブルズを迎えて対戦した。駒沢は復帰するも、本村・ホワイトを欠いたままであったが、いずれも勝利して今季初の同一カード連勝を果たし、6勝3敗、勝率0.667（西地区4位、全体6位）とした。

#### 第6節（2023.11.4土・5日）
新築された菊陽町総合体育館の杮落とし興行として開催された。2度目となる愛媛との対戦は、ホワイトの復帰によりGame1は103-73で、Game2は終盤の猛追を振り切って97-89でいずれも勝利、連勝を5に伸ばし8勝3敗、勝率0.727とした（西地区2位、全体4位）が、翌6日に本村のインジュアリーリストへの登録が発表される。

#### 第7節（2023.11.11土・12日）
越谷アルファーズと対戦し、いずれも大差で敗れて8勝5敗、勝率0.615となった（西地区3位・全体6位）。

#### 第8節（2023.11.17金・18土）
ライジングゼファーフクオカと対戦し、Game1には99-75で勝利したが、Game2は83-91で敗れて9勝6敗、勝率0.6とした（順位変わらず）。

#### 第9節（2023.11.25土・26日）
青森ワッツを迎えて対戦し、Game1に89-100で敗れて連敗を喫すも、Game2は95-88で勝利して10勝7敗、勝率を0.588とした（西地区4位・全体7位）。

#### 第10節（2023.12.2土・3日）
B3から昇格してきたベルテックス静岡を迎えての初対決となった。Game1は先行される展開となるも逆転して69-65、Game2は接戦を制して81-79で逃げ切って勝利、連勝を3とした。静岡とは勝率で並んでいたが、連勝により差をつけ12勝7敗、勝率0.632とし、西地区3位・全体4位に浮上した。

#### 第11節（2023.12.9土・10日）
新潟アルビレックスBBと対戦した。両チームとも主力選手を欠き、万全ではない状態での初顔合わせとなる試合は、中盤までに優勢となるも終盤に追い上げられる展開となったがいずれも勝利し、14勝7敗、勝率0.667で西地区3位は維持するも全体順位は5位となった。

#### 第12節（2023.12.16土・17日）
同率で並ぶ越谷（2度目）を迎えて対戦した。Game1は終盤に追いつかれ延長戦となるも117-111で競り勝ち、Game2は終盤に突き放して84-74で勝利して、越谷との対戦史上初となる同一カード連勝を果たした。連勝も7に伸ばして16勝7敗、勝率0.696とし、地区順位は変わらぬも全体順位を4位に上げた。

#### 第13節（2023.12.20水）
奈良（2度目）との対戦は、前節の疲労から攻守ともに強度を欠いて78-86で敗北し16勝8敗、勝率0.667となった（順位は変わらず）。

#### 第14節（2023.12.23土・24日）
滋賀（2度目）と対戦し、Game1は83-105と大差で敗れた。Game2はウッドベリー欠場の中奮闘し、一時4点差まで詰めるも、最後に振り切られ73-81で敗れて3連敗し16勝10敗（勝率0.615）、地区順位は維持したが全体順位を5位に下げた。

#### 第15節（2023.12.30土・31日）・第16節（2024.1.6土・7日）：”BLACK VOLFES”
第15節および第16節は、熊本地震によって被害を受けた「熊本城の復興状況を伝えていくとともに、イベント売上の一部を、熊本城の復興のために寄付」すべく、BLACK VOLFES と銘打って実施された。第15節は福島（2度目）、第16節は奈良（3度目）を熊本県立総合体育館に迎えて対戦し、いずれも勝利して4連勝をあげ（今季3回目）、20勝10敗、勝率0.667で前半戦を終えた。地区順位は3位を維持、全体順位は1つ上げて4位とした。なお、6日にはB2リーグ最速で通算観客動員40万人を達成している。

#### 第17節（2024.1.20土・21日）
本拠地を移転して名称が変わった神戸ストークスと対戦した。外国籍選手が不在となるなどチーム状況が良好でなかった神戸に対し、Game1は序盤で最大20点以上の大差をつけたものの、終盤に猛追を受け一時は2点差にまで詰め寄られたが、辛くも逃げ切って77-70で勝利する。Game2は神戸に外国籍選手が復帰したこともあり、序盤は拮抗するも、石橋の好調な3Pなどで後半は流れをつかみ89-69で勝利、今季2度目の6連勝をあげた。22勝10敗（勝率0.688）で西地区2位に浮上し、全体順位も3位とした。

#### 第18節（2024.1.27土・28日）
益城町総合体育館にパスラボ山形ワイヴァンズを迎え対戦した。前節に負傷したウッドベリーを欠いていたにもかかわらず、Game1は102-89、Game2は100-83といずれも勝利し、2017-18シーズン以来となる8連勝を上げ24勝10敗（勝率0.706）とした。順位は西地区2位・全体3位を維持しつつも、地区1位である滋賀とのゲーム差を1とした。

#### 第19節（2024.1.31水）
滋賀（3度目）と対戦した。本村・ウッドベリーを欠き、前半は劣勢となるが、加入したばかりの野口が出場早々にプロ初得点を挙げるなど、後半に流れを奪うとそのまま逃げ切って104-101で勝利し、25勝10敗として地区首位の滋賀と勝率（0.714）で並び（順位は変わらず）、連勝を9に伸ばした。

#### 第20節（2024.2.3土・4日）
静岡（2度目）と対戦した。引き続き本村・ウッドベリーを欠いたこともあり、前節の疲労から攻守ともに粘りを欠いてGame1は72-80で敗れ連勝は止まったが、Game2は100-83で勝利して26勝11敗（勝率0.703）となり西地区1位・全体2位へ浮上した。

#### 第21節（2024.2.9金・10土）
福岡（2度目）と対戦した。ウッドベリーを欠く中での首位攻防戦となったGame1は終始圧倒されて54-75で大敗、Game2はミスからの失点が響いて得点を伸ばせず78-85で敗れ、連敗を喫した。26勝13敗、勝率も0.667となり一気に地区3位・全体4位へ後退した。

#### 第22節（2024.2.17土・18日）
神戸（2度目）と対戦した。ウッドベリーは復帰するも駒沢・本村を欠いた中、Game1は98-89で勝利、Game2は4Qに失速して逆転されるが、マクリーンのブザービーターで再逆転し85-84で勝利して、28勝13敗（勝率0.683）とした。勝率では2位福岡に追いつくが、順位に変動はなかった。

#### 第23節（2024.2.23土・24日）
アルティーリ千葉と対戦した。駒沢は復帰するも本村を欠く中、Game1は73-98と大差で敗れ長島が負傷する。Game2は、その長島を欠いた状態でもウッドベリーの奮戦もあって接戦となるが、最終盤に突き放されて95-106で敗れて28勝15敗（勝率0.651）となった（順位に変動はない）。

#### 第24節（2024.3.2土・3日）
静岡（3度目）を迎えて対戦した。長島・本村を欠いた状態で、Game1は終始劣勢に立たされたがその都度追いすがり、2度の延長戦を経て108-101でようやく勝利した。Game2は、長島・本村に加えて後半から神里を欠いてしまい、11点差を逆転されてしまったが、最終盤で再逆転して86-85で辛くも勝利し30勝15敗（勝率0.667）とした。順位に変動はない（地区3位・全体4位）。Game2終了後には、先だって発表されていた中野友都の特別指定選手活動終了を記念してセレモニーが実施された。

#### 第25節（2024.3.9土・10日）
山形（2度目）と対戦した。本村を欠く中、Game1は最大20点差をつけるが後半に失速して逆転を許した。終盤に再逆転して78-76でかろうじて勝利を収めるが、Game2は序盤から相手の好調なスリーポイントに圧倒されて88-94で敗北し、連勝を3で止めた。31勝16敗、勝率0.660で順位に変動はない。

#### 第26節（2024.3.16土・17日）
第26節は奈良（4度目）と対戦した。本村を欠く中、Game1はオフェンスの精度低下に苦しみ77-87で敗れたが、Game2は、本村に加えてマクリーンを欠いたが、最大17点差を後半に覆して87-84で勝利して連敗を2で止め、通算5度目となるプレーオフ進出を決めた。32勝17敗、勝率0.653で順位に変動はない。

#### 第27節（2024.3.23土・24日）
A千葉（2度目）を招いて対戦した。前節の奈良戦でマクリーン・長島・ウッドベリーを負傷により欠いてしまい、Game1は83-109で敗れてホーム戦連勝記録を15で止められた上、試合中に駒沢が負傷し、Game2は8人で臨むこととなった。額に受傷した山本柊輔が応急処置後に再出場するなど、チーム一丸となって奮戦するも79-99で敗れ、今季初のホームにおける同一カード連敗を喫したが、32勝19敗、勝率0.627で順位に変動はなかった。

#### 第28節（2024.3.27水）
滋賀（4度目）を招いて対戦した。レギュラーシーズン最後の平日開催であったにもかかわらず3,314人を集めた試合は、前節に引き続きマクリーン・駒沢・長島・本村・ウッドベリーを欠く8人で臨んだ。第4Qでは圧倒したが逆転は叶わず、89-93で敗れて今季2度目となる3連敗を喫し、32勝20敗、勝率0.615で地区順位に変動はなかった。

#### 第29節（2024.3.30土・31日）
青森（2度目）と対戦した。マクリーン・駒沢・長島・本村・ウッドベリーに加えて山本柊輔もロスターから外れ、規定人数ぎりぎりの7人で臨むこととなった。Game1は73-90で大敗し、Game2は追い上げるも89-98で振り切られて今季初の5連敗を喫した。32勝22敗、勝率は6割を切る0.593となるが、順位に変動はなかった。

#### 第30節（2024.4.6土・7日）
愛媛（3度目）を迎えて対戦した。山本柊輔・長島が復帰し9人で臨んだGame1は、前半こそ優位に進めたが後半に失点が続き、80-89で敗れた。Game2は一時3点差まで詰めたが、最終盤にミスから突き放されて81-88で敗れ、2020-21シーズン以来3季ぶりの7連敗を喫した。32勝24敗、勝率0.571となるが順位に変動はなかった。

#### 第31節（2024.4.13土・14日）
福岡（3度目）を迎えて対戦した。熊本地震から丸8年となる当節は、レギュラーシーズンにおける最後のホーム戦ということもあってか、両日3,800人を超える観客の見守る前での開催となった。駒沢が復帰するもGame1は序盤の失点が響き、一時逆転したが石橋の負傷・離脱もあって終盤に突き放され92-106で敗れたが、Game2は前半で野口の負傷・離脱に見舞われながらも終始優位に進め91-85で勝利し、連敗を8で止めて33勝25敗、勝率0.569としたが順位に変動はなかった。Game1の敗戦によりプレーオフのホーム開催権は失ったものの、両日ともにクラブ歴代動員数11位を記録している（13日3,847・14日3,862）。

#### 第32節（2024.4.20土・21日）
石橋・ウッドベリーが復帰した最終節は神戸(3度目）と対戦した。いずれも接戦となったが89-93・83-84と連敗し、レギュラーシーズンの最後を勝利で飾ることはできなかった。通算成績は33勝27敗、勝率0.55で地区3位・全体5位。